# Oranjekaakje
Het oranjekaakje of (Estrilda melpoda) is een kleurig vogeltje uit de familie van de prachtvinken (Estrildidae). De vogel komt oorspronkelijk uit Afrika.

## Kenmerken
Het oranjekaakje is gemiddeld 10 cm lang en weegt 6,5 tot 9,6 g. Het heeft een grijs kopje met oranje-gele wangen. De snavel is oranje-rood. De bovenzijde van het kopje is wat grijsbruin, de vleugels zijn ook bruinachtig. De keel en de borst zijn weer grijs en de buik is nog lichter van kleur gemengd met wat geel. De stuit is bruinrood en de staart bruin-zwart.

De geslachten zijn qua uiterlijk aan elkaar gelijk. Tijdens het broedseizoen zijn de mannetjes wel te herkennen doordat ze baltsen en zingen.

## Verspreiding en leefgebied
Er zijn twee ondersoorten:
- E. m. melpoda (Senegal en Gambia tot Congo-Kinshasa, W-Boeroendi, NO-Zambia en Angola)
- E. m. tschadensis (O-Nigeria, N-Kameroen en Tsjaad)

Uit gevangenschap ontsnapte vogels vormen verwilderde populaties op Taiwan en in Japan.
Het leefgebied bestaat uit graslanden, open plekken in het bos, struikgewas met gras langs wegen en bossen en in koffieplantages en in suikerriet.

## Status
De grootte van de populatie in Afrika is niet gekwantificeerd. De verwilderde populaties op Taiwan en in Japan bestaan uit mogelijk 10.000 individuen. Er is geen aanleiding te veronderstellen dat de soort in aantal achteruit gaat. Om deze redenen staat het oranjekaakje als niet bedreigd op de Rode Lijst van de IUCN.

## Verzorging als kooivogel
Deze vogel is, wanneer hij goed geacclimatiseerd is, zelfs in een wat beschutte buitenvolière te houden. In gevangenschap komt hij niet gauw tot broeden, alleen als de condities optimaal zijn. Ze hebben dan een zeer rustige omgeving nodig, anders kunnen ze het nest in de steek laten.

Ze moeten gevoederd worden met geel en wit milletzaad en kanariezaad met zo af en toe wat trosgierst. Tijdens de broedperiode ook eivoer en klein levend voer.
Water (ook om te badderen), maagkiezel en grit moeten vanzelfsprekend altijd voorhanden zijn.